# Alatskivi (jezioro)
Alatskivi (est. Alatskivi järv) – jezioro w Alatskivi w prowincji Tartu w Estonii. Położone jest na północ od miejscowości Alatskivi. Ma powierzchnię 23,4 hektarów, linię brzegową o długości 4490 m. Na jeziorze znajduje się 7 wysepek. Przez jezioro przepływa rzeka Alatskivi.